# Пандор, Наледи
Грейс Наледи Мандиса Пандор (англ. Grace Naledi Mandisa Pandor; (урожденная — Мэттьюз англ. Matthews); 7 декабря 1953 года) — южноафриканский политик, педагог и учёный, занимавшая пост Министра иностранных дел ЮАР до 2024 года. Она также была членом парламента ЮАР от Африканского национального конгресса (АНК) с 1994 по 2024 год.
Родившись в Дурбане, Пандор окончила среднюю школу в Ботсване. Она получила квалификацию учителя и преподавала в нескольких школах и университетах, а также получила различные степени в разных университетах. В 1994 году Пандор вступила в должность члена парламента. В 1995 году она стала заместителем главного партийного организатора фракции АНК. В 1998 году она была избрана заместителем председателя Национального совета провинций, а в 1999 году стала председателем.
Первоначально она стала членом национального кабинета в 2004 году после решения президента ЮАР Табо Мбеки назначить её министром образования. Она сохранила свой пост в кабинете Кгалемы Мотланте. Недавно избранный президент Джейкоб Зума в 2009 году назначил её министром науки и технологий. Она занимала до эту должность до 2012 года, когда была назначена министром внутренних дел. В 2014 году она вернулась на пост министра науки и технологий и занимала его до 2018 года, когда она стала министром высшего образования и профессиональной подготовки в первом кабинете президента Сирила Рамафосы. После всеобщих выборов 2019 года Пандор упоминалась в качестве возможного кандидата на пост Вице-президента ЮАР. Вместо этого она была назначена министром международных отношений и сотрудничества. Пандор безуспешно баллотировалась на переизбрание в Национальную ассамблею на Парламентские выборах 2024 года.
Пандор известна, в частности, своей резкой антиизраильской позицией.
В 2024 году Пандор получил премию AWIEF Lifetime Leadership Award в Кейптаунском международном конференц-центре (CTICC) на церемонии награждения.

## Ранняя жизнь и образование
Грейс Наледи Мандиса Мэттьюз родилась 7 декабря 1953 года в Дурбане, Натал, у Регины Тельмы (умерла в 2002 году) и Джо Мэттьюза (1929–2010), политического и антиапартеидного активиста и сына академика Захарии Мэттьюза (1901–1968). Она получила начальное и среднее образование в Ботсване. Она поступила в среднюю школу Габороне. В период с 1973 по 1977 год она получила Сертификат о непрерывном образовании и степень бакалавра в Университете Свазиленда и Университете Ботсваны соответственно. Затем она уехала за границу и получила диплом в области образования и степень магистра в Лондонском университете в период с 1978 по 1979 год.
В 1992 году Пандор получила диплом в области высшего образования, администрирования и лидерства на летней программе Брин-Мор и вскоре поступила в Гарвардскую школу имени Кеннеди, чтобы получить диплом в области лидерства в развитии в 1997 году. В том же году она также получила степень магистра лингвистики в стелленбосском Университете. В 2019 году Пандор получила докторскую степень в области образования в Университете Претории, защитив диссертацию на тему «Спорное значение трансформации в высшем образовании в Южной Африке после апартеида».

## Преподавательская карьера
В 1980 году Пандор стала преподавателем в школе Эрнеста Бевина в Лондоне. С 1981 по 1984 год она работала учителем в Габороне и инструктором в педагогическом колледже Таунга с 1984 по 1986 год. С 1986 по 1989 годы Пандор работала старшим преподавателем английского языка в Университете Бопутатсваны, а затем с 1989 по 1994 год старшим научным сотрудником в Программе академической поддержки Университета Кейптауна.
Во время учебы в Университете Бопутатсваны с 1988 по 1990 годы Пандор занимала пост председателя Союза демократических ассоциаций сотрудников университета. В 1991 году она была назначена председателем Национального исполнительного комитета Национального координационного комитета по образованию Западно-Капской провинции и проработала на этой должности до 1993 года. В то же время она входила в состав Комитета по образованию Западно-Капской провинции АНК.
Кроме того, Пандор возглавлял отделение АНК в Атлоне, одновременно являясь главой образовательного фонда Десмонда Туту и фонда строительства школ Западно-Капской провинции.
С 1992 по 1995 год она работала заместителем руководителя Фонда высшего образования Южной Африки. Вскоре она стала главой фонда. С 1993 по 2001 год она также была заместителем председателя Совета попечителей Объединенного фонда образования в период.
Она была канцлером Cape Technikon с 2002 по 2004 год. В тот же период она была членом управляющего совета Университета Форт-Хэйр.

## Начало парламентской карьеры
В 1994 году после Парламентских выборов Пандор стала членом нижней палаты парламента Национальной ассамблеи. С 1995 года в собрании АНК она занимала должность заместителя главного партийного организатора до своего перевода в 1998 году в верхнюю палату парламента, Национальный совет провинций. С 1998 по 199 год она занимала должность заместителя председателя до своего назначения председателем после парламентских выборов 1999 года. Она сменила первого председателя Мосиуа Лекоту, когда вступила в должность 21 июня 1999 года. Она была первой женщиной, занявшей эту должность. Джойс Кгоали сменила Пандор в 2004 году и, следовательно, стала второй женщиной, занявшей эту должность.

## Национальное правительство

### Министр образования (2004–2009)
Пандор вернулась в Национальную ассамблею после парламентских выборов 2004 года. Президент Табо Мбеки назначил её на должность министра образования, на которую она вступила в должность 12 мая 2004 года. За время своего пребывания в должности она отвечала за полную перестройку системы образования страны. Пандор инициировала реформы в отношении провалившейся реализации в стране системы образования, основанной на результатах (OBE). Мбеки ушёл в отставку в 2008 году и оставил Кгалему Мотланте во главе. Мотланте сохранил Пандор на её должности в своём временном кабинете.

### Министр науки и технологий (2009–2012)
После парламентских выборов 2009 года новым президентом ЮАР стал Джейкоб Зума. В мае 2009 года он разделил Министерство образования на два новых и назначил Пандор на недавно созданную должность министра науки и технологий. Во время своего пребывания на этой должности Пандор была движущей силой для ЮАР в размещении Square Kilometre Array (SKA) в регионе Кару. ЮАР выиграла тендер.

### Министр внутренних дел (2012–2014)
В октябре 2012 года Нкосазана Дламини-Зума ушла с поста министра внутренних дел, чтобы занять пост председателя Африканского союза. Её отставка привела к вакансии в кабинете министров. Впоследствии 2 октября 2012 года Зума назначил Пандор министром внутренних дел в качестве исполняющей обязанности. Вскоре после этого, 4 октября 2012 года, Зума официально назначил ее министром внутренних дел. В октябре 2013 года она исполняла обязанности президента в течение дня, пока Зума посещал Демократическую Республику Конго.

### Министр науки и технологий (2014–2018)
После своего переизбрания на парламентских выборах 2014 года Зума объявила, что Пандор вернется в Министерство науки и технологий. Малуси Гигаба сменил её на посту министра внутренних дел. Она вступила в должность 26 мая 2014 года и сменила Дерека Ханекома.

### Министр высшего образования и обучения (2018–2019)
Сирил Рамафоса вступил в должность президента в феврале 2018 года. Пандор была назначена министром высшего образования и обучения и вступил в должность 27 февраля 2018 года, сменив Хленгиве Мкхизе.

### Министр международных отношений и сотрудничества (2019–2024)

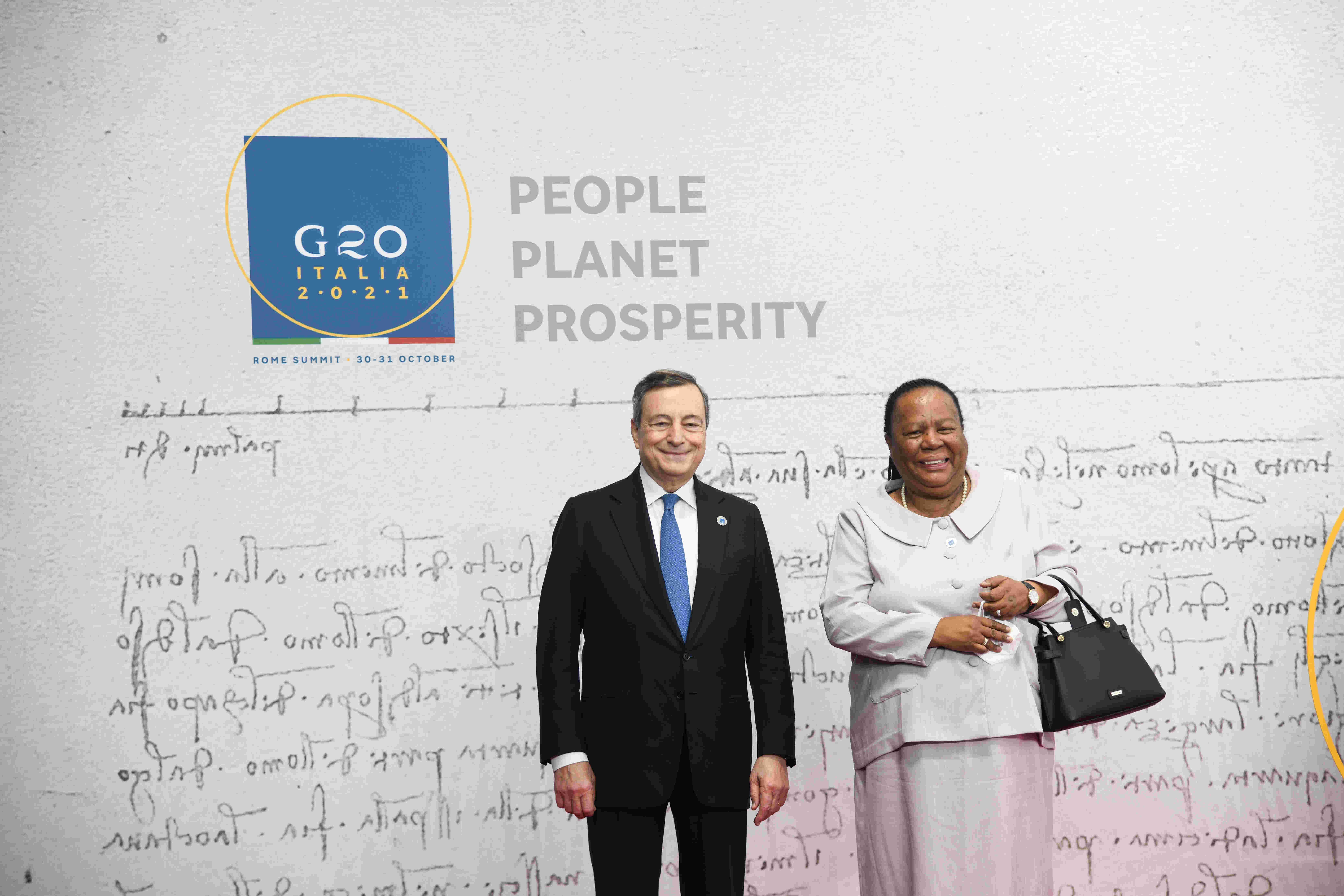
Пандор на саммите G20 в Риме в 2021 году

После парламентских выборов 2019 года Министерство высшего образования и профессиональной подготовки было разделено. Предполагалось, что Пандор будет назначена Вице-президентом ЮАР. Она была первоначальным выбором Рамафосы на пост заместителя президента еще в 2017 году на выборной конференции АНК. Вместо этого она была назначена министром международных отношений и сотрудничества и вступила в должность 30 мая 2019 года.
В ответ на российское вторжение в Украину в 2022 году Пандор и Департамент международных отношений и сотрудничества изначально критиковали вторжение и опубликовали заявление, в котором призвали Россию немедленно вывести свои войска с Украины. Сообщается, что Рамафоса был недоволен Пандор и заявлением департамента, поскольку оно противоречило позиции ЮАР о том, что для прекращения войны необходимы переговоры. Позже Пандор отступила от своей позиции, вместо этого придерживаясь партийной линии.
10 марта 2022 года Пандор заявила, что поддерживает идею единой африканской валюты для увеличения внутриконтинентальной торговли.
В сентябре 2022 года Пандор заменила Рамафосу на 77-й сессии Генеральной Ассамблеи ООН после того, как он решил вернуться в ЮАР из-за продолжающегося кризиса с электроэнергией после своего рабочего визита в Вашингтон. В своем обращении к ассамблее Пандор заявила, что всем продолжающимся войнам и конфликтам во всем мире следует уделять одинаковое внимание. Она также призвала Израиль понести ответственность за его «деструктивные действия» в израильско-палестинском конфликте, снять эмбарго против Кубы и повторила призыв Африканского союза снять санкции против Зимбабве.
Пандор был одним из ряда действующих министров кабинета, которые безуспешно пытались переизбраться в Национальный исполнительный комитет Африканского национального конгресса на 55-й Национальной конференции партии в декабре 2022 года.

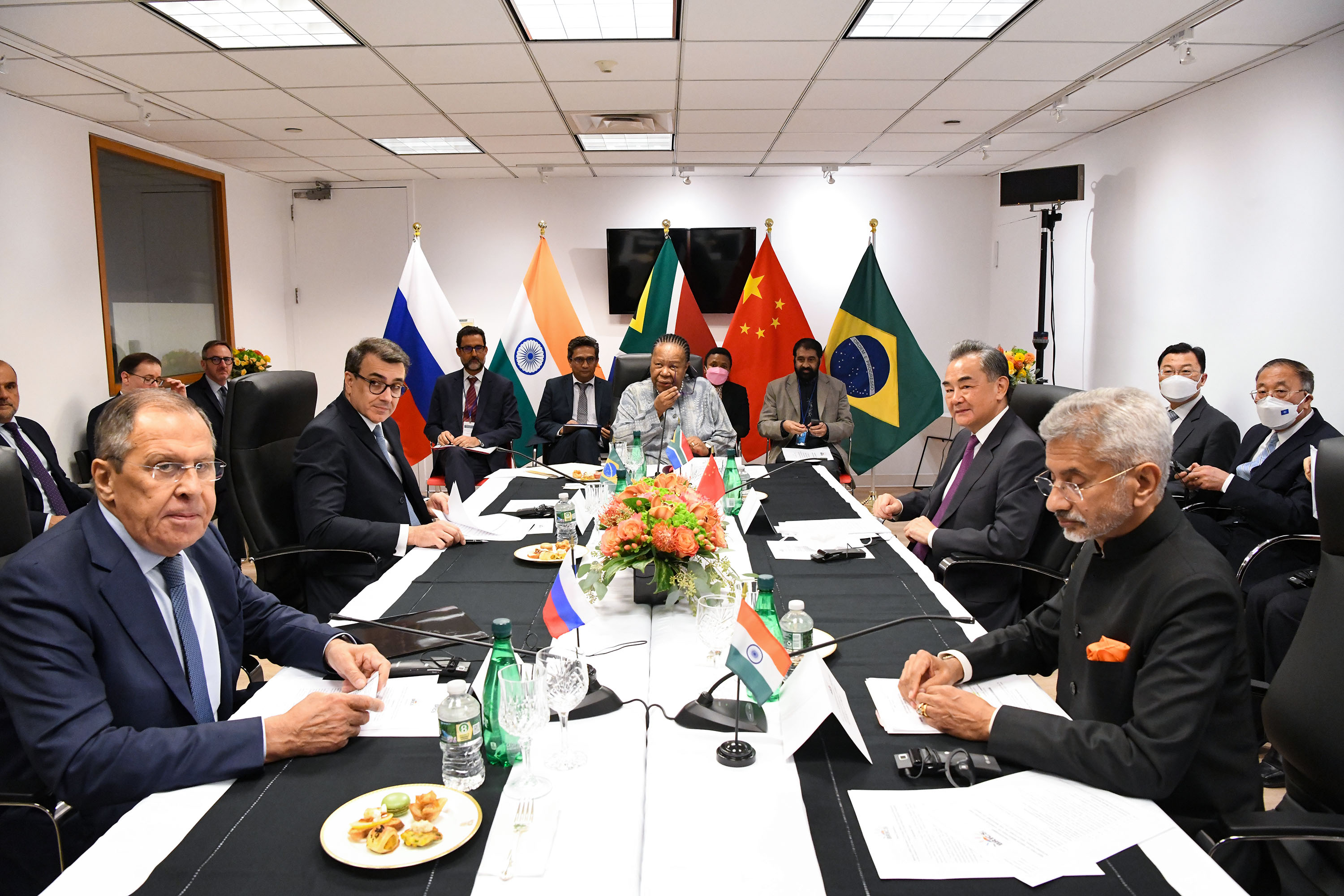
Пандор на встрече БРИКС в 2022 году

Реагируя на ордер МУС на арест Владимира Путина, Пандор раскритиковала Международный уголовный суд (МУС) за отсутствие, по её словам, «беспристрастного подхода» ко всем лидерам, ответственным за нарушения международного права. Южная Африка, которая не выполнила свое обязательство арестовать президента Судана Омара аль-Башира в июне 2015 года, пригласила президента России Владимира Путина на 15-й саммит БРИКС лидеров Бразилии, России, Индии, Китая и ЮАР в августе 2023 года. В мае 2023 года Пандор объявила, что она одобрила дипломатический иммунитет для Владимира Путина и его должностных лиц, чтобы они могли присутствовать на 15-м саммите БРИКС, несмотря на ордер МУС на арест.
7 октября 2023 года после нападения на Израиль Пандор провела телефонный разговор с лидером ХАМАС Исмаилом Ханией. 12 ноября 2023 года Пандор призвала Международный суд ООН ускорить расследование применения Конвенции о предупреждении преступления геноцида и наказании за него в секторе Газа и заявила, что она ожидает, что Международный уголовный суд выдаст ордер на арест премьер-министра Израиля Биньямина Нетаньяху.
Пандор потеряла свое место в парламенте на парламентских выборах 2024 года, заняв 86-е место в национальном парламентском списке АНК, а АНК получил только 73 места в национальной ассамблее.

## Личная жизнь
Пандор замужем за Шарифом Джозефом Пандором, с которым познакомилась во время учебы в Ботсване, у них четверо детей.
Она приняла ислам после того, как встретила своего мужа. Её родственники дали ей исламское имя Надя. О своем религиозном обращении Пандор сказала: «Мои родители говорили, что Бог есть Бог. Пока вы поклоняетесь Ему, мы будем поддерживать вас, и исламские принципы универсальны. Конечно, ислам требует от вас гораздо большего с точки зрения соблюдения».